# Lijst van natuurgebieden in België
België kent veel kleine en daarnaast een aantal grotere natuurgebieden. Er zijn zes nationale parken in België: het Nationaal Park Hoge Kempen, Nationaal Park Brabantse Wouden, Nationaal Park Scheldevallei, Nationaal Park Bosland in Vlaanderen; Nationaal Park Vallée de la Semois en Nationaal Park L'Entre-Sambre-et-Meuse in Wallonië.
Het Grenspark De Zoom - Kalmthoutse Heide, dat deels in Nederland en deel in België ligt, heeft in Nederland het statuut van Nationaal Park.
Onderstaande lijst geeft een overzicht van de Belgische terreinen die natuurgebied zijn. Vele van deze natuurgebieden zijn ook Europees beschermd als Natura 2000-gebieden.

## Lijst van natuurgebieden in Vlaanderen

### Antwerpen
- Abtsheide (30 ha)
- 't Asbroek (11 ha)
- De Aschputten (7,40 ha)
- De Averegten (100 ha)
- De Bonte Klepper (7 ha)
- Bospolder-Ekers moeras (85 ha)
- Park Linkeroever (432 ha):
  - Blokkersdijk (100 ha)
  - Sint-Annabos (96 ha)
  - Het Rot (80 ha)
  - Vlietbos (60 ha)

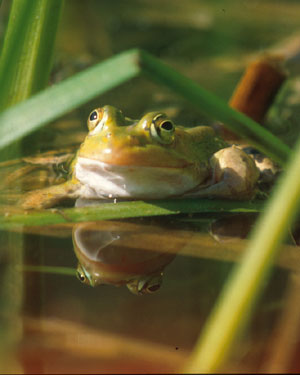
Kikker in het natuurgebied De Kooldries.

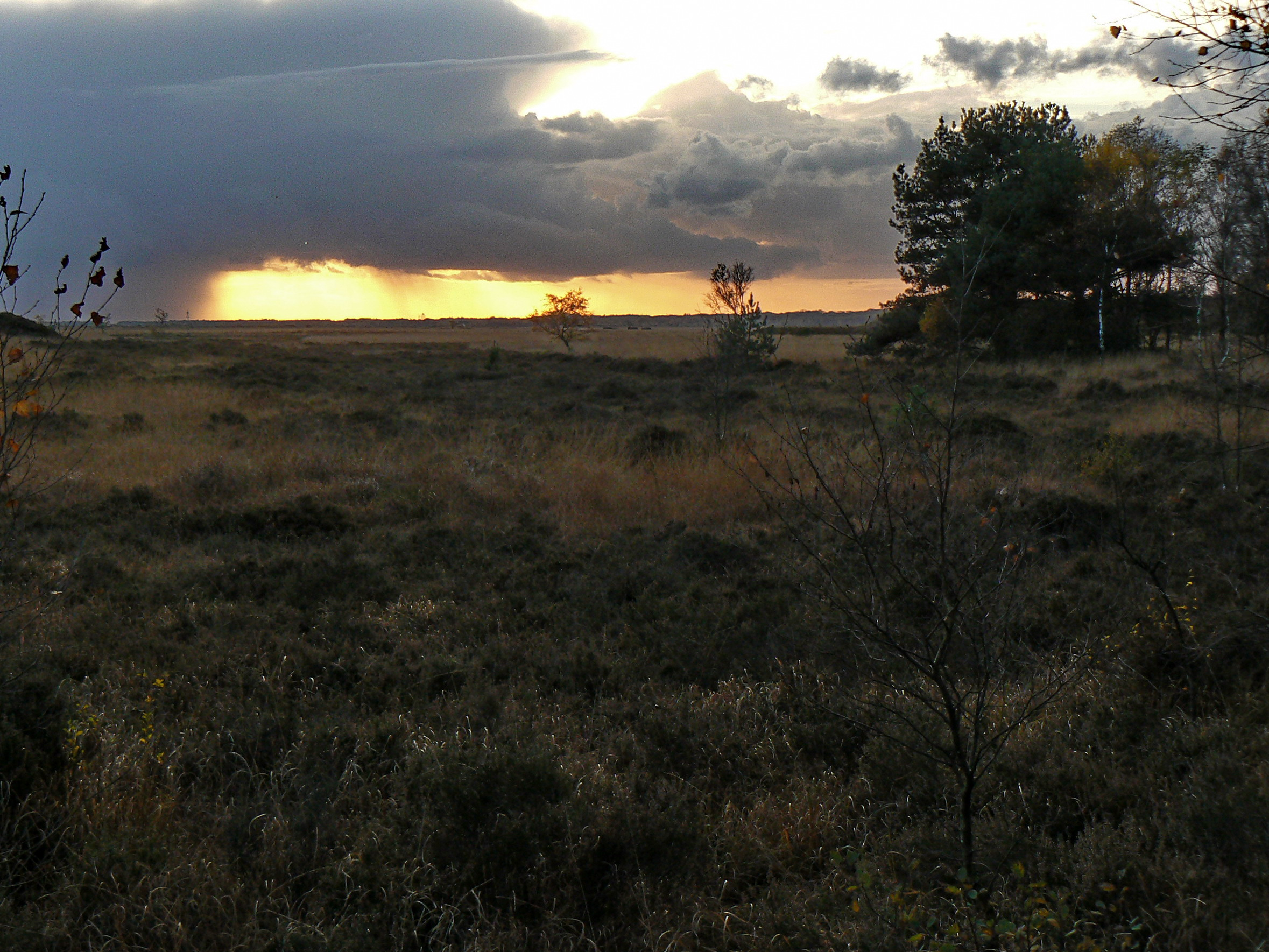
Groot Schietveld.

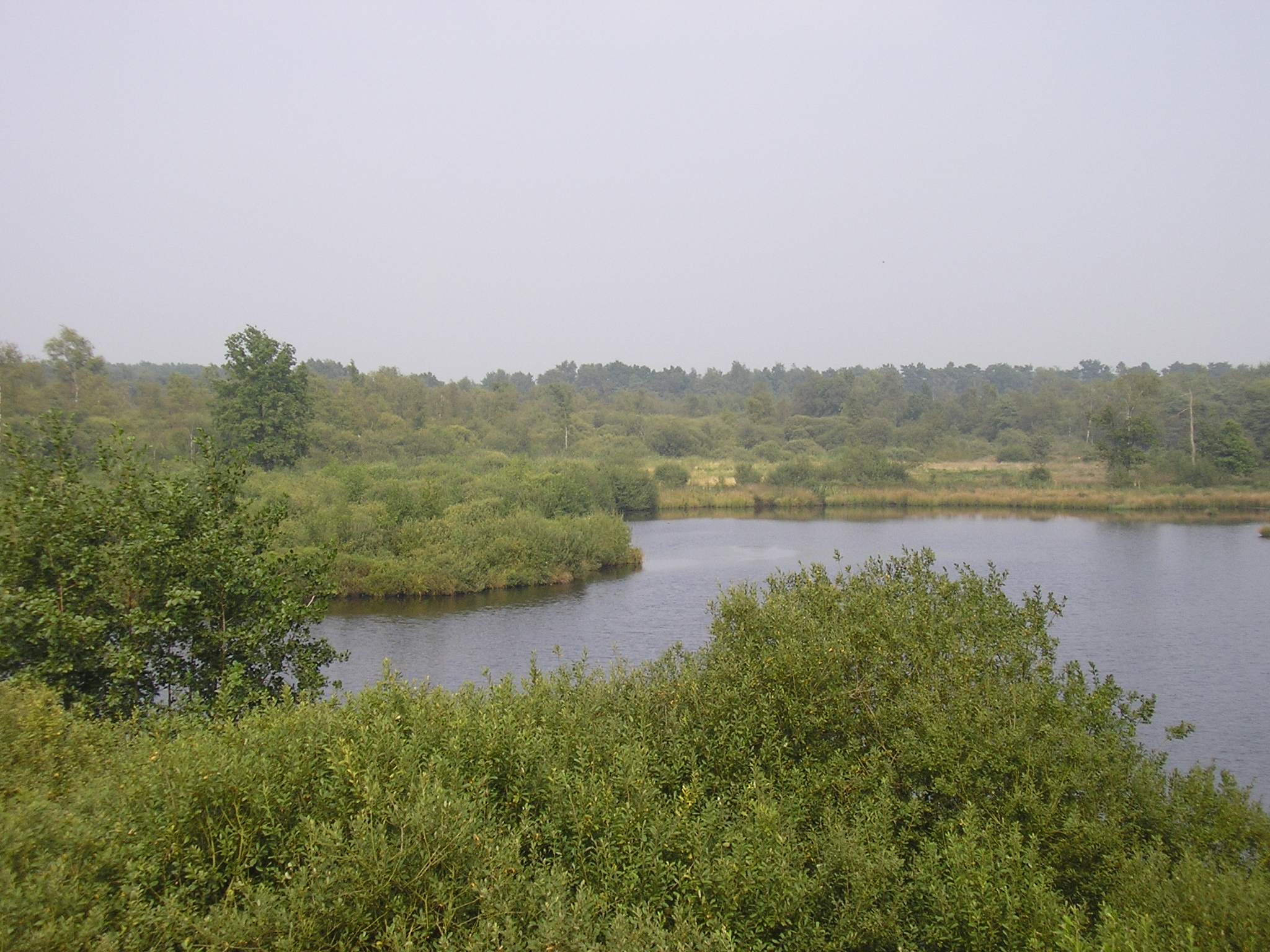
De Liereman.

- Natuurgebied Het Broek (Blaasveld/Heffen/Heindonk) (675 ha)
  - Blaasveldbroek (160ha)
  - Blosodomein Hazewinkel (300ha)
  - Broek De Naeyer (66ha)
  - De Biezenweiden
  - Arkenbos
- Buitengoor-Meergoor (75 ha)
- Duivelskuil (25 ha)
- De Elsakker (155 ha)
- De Frankenberg (0,84 ha)
- La Garenne (450 ha)
- Gewestbos Ravels (819 ha)
- Graafsbos (139 ha)
- Groot Buitenschoor en Galgeschoor (261 ha)
- Groot Schietveld (1571 ha)
- Grotenhout (242 ha)
- De Halsche Beemden (7,20 ha)
- Hegte Heyde (7,5 ha)
- 's Herenbos (103 ha)
- Hobokense Polder (177 ha)
- Hoge Mouw (95 ha)
- De Hoge Rielen (236 ha)
- Hoge Vijvers (447 ha)
- Huffelen (15 ha)
- De Inslag (164 ha)
- Kalmthoutse Heide (3750 ha)
- Kesselse Heide (43 ha)
- De Kluis/Blommerschot (22 ha)1
- Klein Zwitserland (6 ha)
- De Kooldries (15 ha)
- De Liereman (334 ha)
- Langdonken (147 ha)
- De Langen Beemd (1,40 ha)
- Luysterborg  (26 ha)
- De Maat - Den Diel (145 ha)
- Marbele Ven (3 ha)
- Mastenbos (153 ha)
- Mechels Broek (106 ha)
- Merodebossen (1500 ha):
  - Averbode Bos en Heide (540 ha)
  - Beeltjens en Kwarekken (180 ha)
  - Helschot
  - Hertberg (300 ha)
  - Varenbroek
  - Varendonk
- Molenbeekvallei (Boechout, Vremde, Lier, Ranst) (42 ha)
- De Most (143 ha)
- Nachtegalenpark (90 ha)
- Oude Landen (95 ha)
- Oude spoorwegberm 25A (Kontich, Duffel, Rumst) (20 ha)
- Overheide (135 ha)
- Paterswiel (1,06 ha)
- Peerdsbos (135 ha)
- Poel van Drieboomkesberg (175 ha)
- De Pomp-Poelberg (27 ha)
- Prinsenpark (215 ha)
- Reties Goor (102 ha)
- Rivierenhof (130 ha)
- De Roost (114 ha)
- Ruige Heide (2 ha)
- Schans van Smoutakker (2 ha)
- Schijnvallei (12 ha)
- Schildehof (46 ha)
- 't Schildeken
- Schupleer-Graafweide (120 ha)
- Schrieken (13 ha)
- Snepkensvijver (19 ha)
- Turnhouts Vennengebied (197 ha)
- d'Ursel (domein) (119 ha)
- Velderheide (12 ha)
- Visbeekvallei-Kindernouw (100+ ha)
- Vogelzang en Ginnekenshoek (15 ha)
- Vordenstein (110 ha)
- Vrieselhof (80 ha)
- Walenhoek (60 ha)
- Wijnegem gemeentepark (30 ha)
- Het Wijtschot (6,5 ha)
- Winkelsbroek (20 à 80 ha)
- Wolvenberg (Antwerpen) (11 ha)
- Het Zalfens Gebroekt (5,7 ha)
- de Geelse Zegge (96 ha)
- Zoerselbos (160 ha)
- Zammelsbroek (225 ha)

### Limburg
- Aan Monnikshof (29 ha)
- Achelse Kluis (31 ha)
- Altenbroek (43 ha)
- De Bollenberg
- Bosbeek (44 ha)
- Bosland (4500 ha):
  - In den Brand
  - Pijnven (934 ha)
  - Lommelse Sahara (193 ha)
  - Heuvelse Heide
  - Kattenbosserheide
  - Holven
  - 't Plat
  - Lindelse Heide
  - Dommelvallei (450 ha)
- Dal van de Grensmaas (300 ha)
- De Coolen (0,34 ha)
- De Knoppel (13 ha)
- De Maten (225 ha)
- Demervallei (48,09 ha)
- Eggertingen (46,47 ha)
- Galgenberg (25,80 ha)
- Gerheserbossen (300 ha)
- Gorenbroek (79 ha)
- Groenendaal
- Grootbroek (142 ha)
- Grote Heide (132 ha)
- Gruitroderheide (308 ha)
- Hageven (215 ha)
- Heiderbos
- Helderbeek Voort
- Hengelhoef (123,43 ha)
- Herkenrode
- Herkvallei (20,37 ha)
- Herkwinning
- Hornebos
- Houterenberg-Pinnekenswijer
- Houtkant Wellen (5,40 ha)
- Itterbeekvallei (89,32 ha)
- Jekervallei
- Kelsbeekvallei
- Kelsbroek (12,41 ha)
- Laambeekvallei (69,90 ha)
- Landschapspark De Kevie (200 ha)
- Kikbeek
- Klaverberg
- Kruisgraaf
- Laambeekvallei (203 ha)
- Lozerheide
- Mangelbeekvallei
- Mechelse Heide (700 ha)
- Mettekoven
- Middenloop Mombeekvallei
- Mijnterril Beringen
- Mijnterril Heusden-Zolder
- Muggenbosje
- Muggenhoek
- Munstervallei (14,90 ha)
- Munsterbos

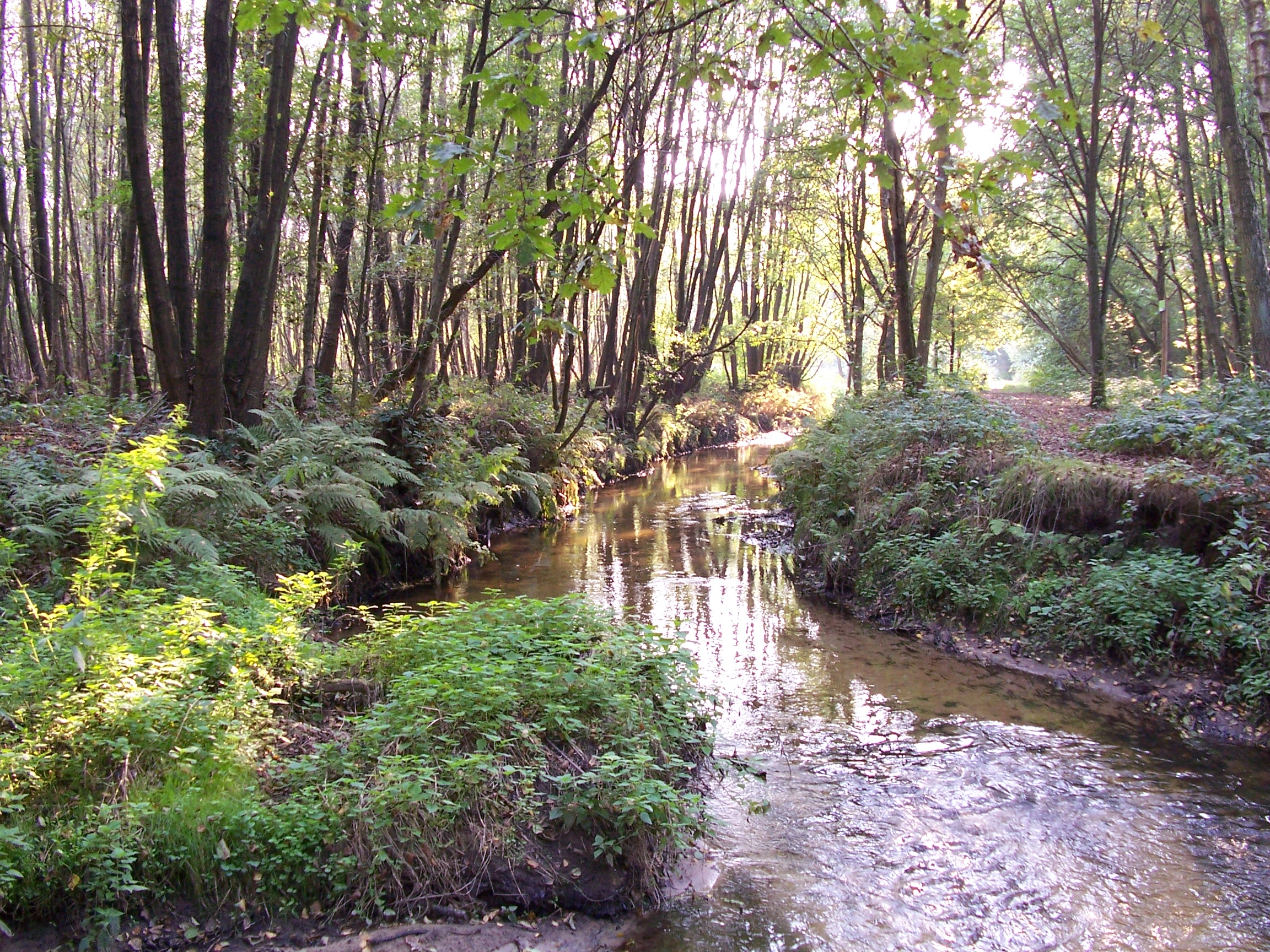
Bosbeek

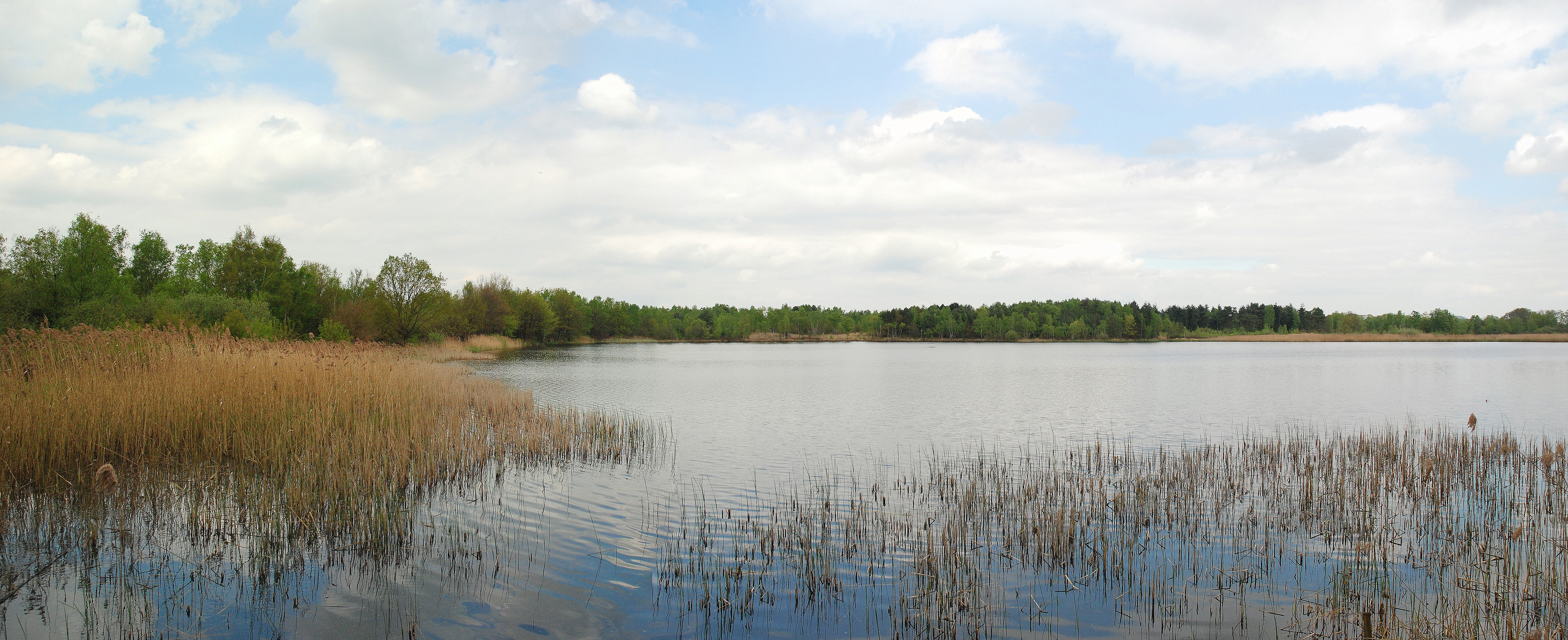
De Maten

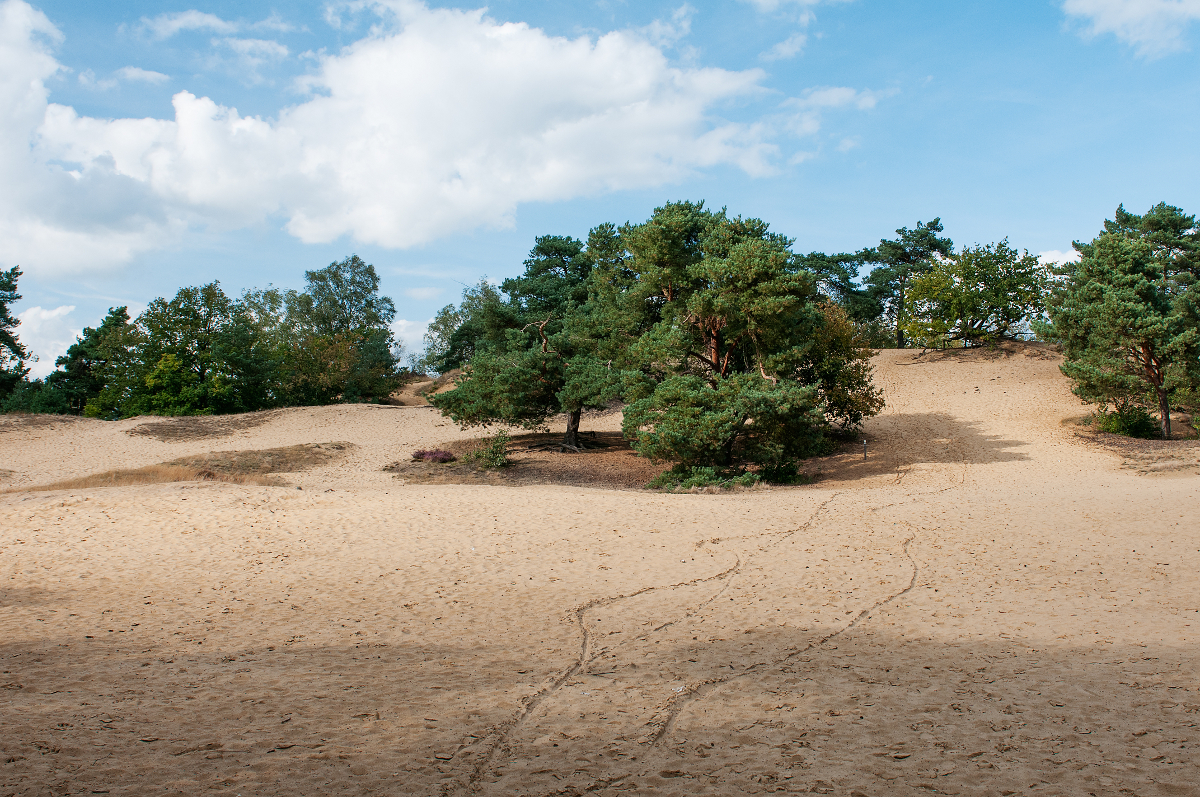
De Oudsberg

- Nationaal Park Hoge Kempen (12742 ha)
  - De Duinengordel (3000 ha)
    - Donderslag
    - Oudsberg
    - Solterheide
- Oosterbergen (1,40 ha)
- Op d'Hei
- Op den Aenhof
- Ophovenderheide
- Oud Kanaal (12,04 ha)
- Oude Weerd (29,7 ha)
- Overbroek-Egoven (70 ha)
- Park van Alden Biesen
- Pietersembos
- Plateau van Caestert
- Platweyers (208 ha)
- Pomperik
- Rotbroek
- Schansbeemden (143,64 ha)
- Schoonbeek
- Schotshei (314 ha)
- Schulensbroek
- Sint-Jansberg
- Slangebeekbron (24,91 ha)
- Stamprooierbroek (360 ha)
  - De Brand (49,17 ha)
  - Hasselterbroek (189,6591 ha)
  - Stramprooierbroek (154,5603 ha)
  - De Zig (66,5227 ha)
- Steenbroek
- Tenhaagdoornheide (412 ha)
- Teugelenbeemd (3,3114 ha)
- Teut (370 ha)
- Tiendeberg
- Tommelen (12 ha)
- Ulbeekse Bossen (10,6368 ha)
- Vallei van de Berwijn
- Vallei van de Zwarte Beek (1407 ha)
- Veldhoven (8,3820 ha)
- Ven Stockheimder Bos (1,8990 ha)
- Veursvallei
- Vijvercomplex
- Warmbeekvallei (38,6843 ha)
- De Watering (230 ha)
- Waterkuil
- Watervalbos (11,4946 ha)
- Weyerke (3,91 ha)

### Oost-Vlaanderen
- Aalmoezenijebos
- Arduinbos, Geraardsbergen
- Assels, Drongen, Gent (262 ha)

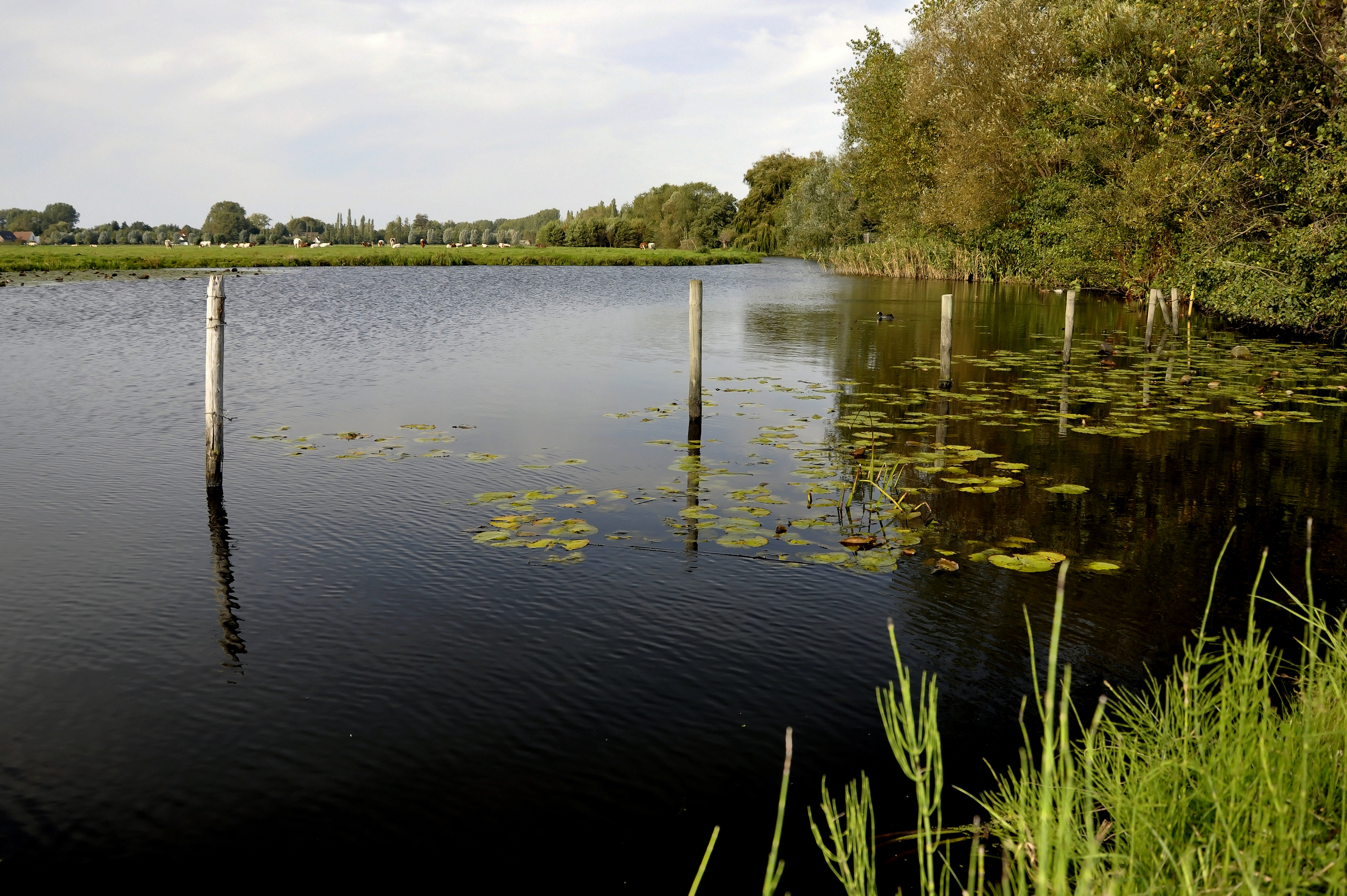
De Asselse Piereput.

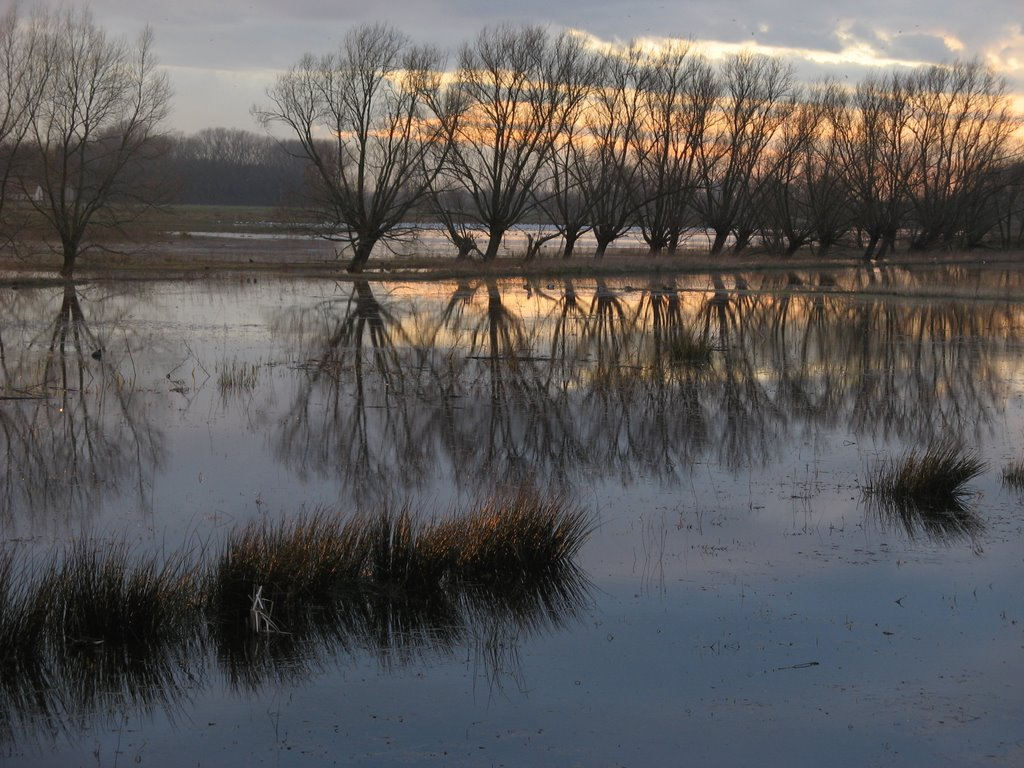
Zonsondergang in de Bourgoyen.

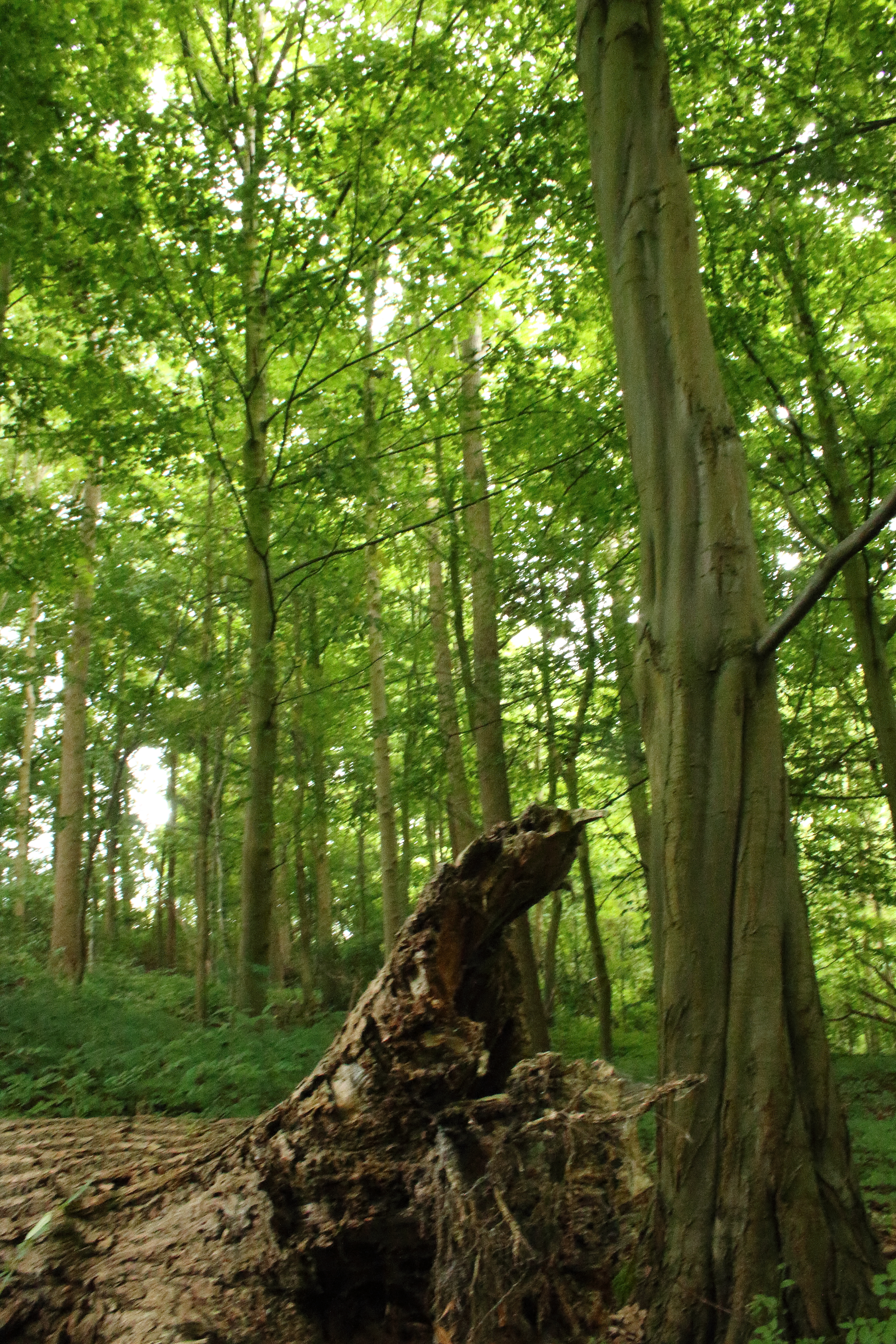
Steenbergse bossen.

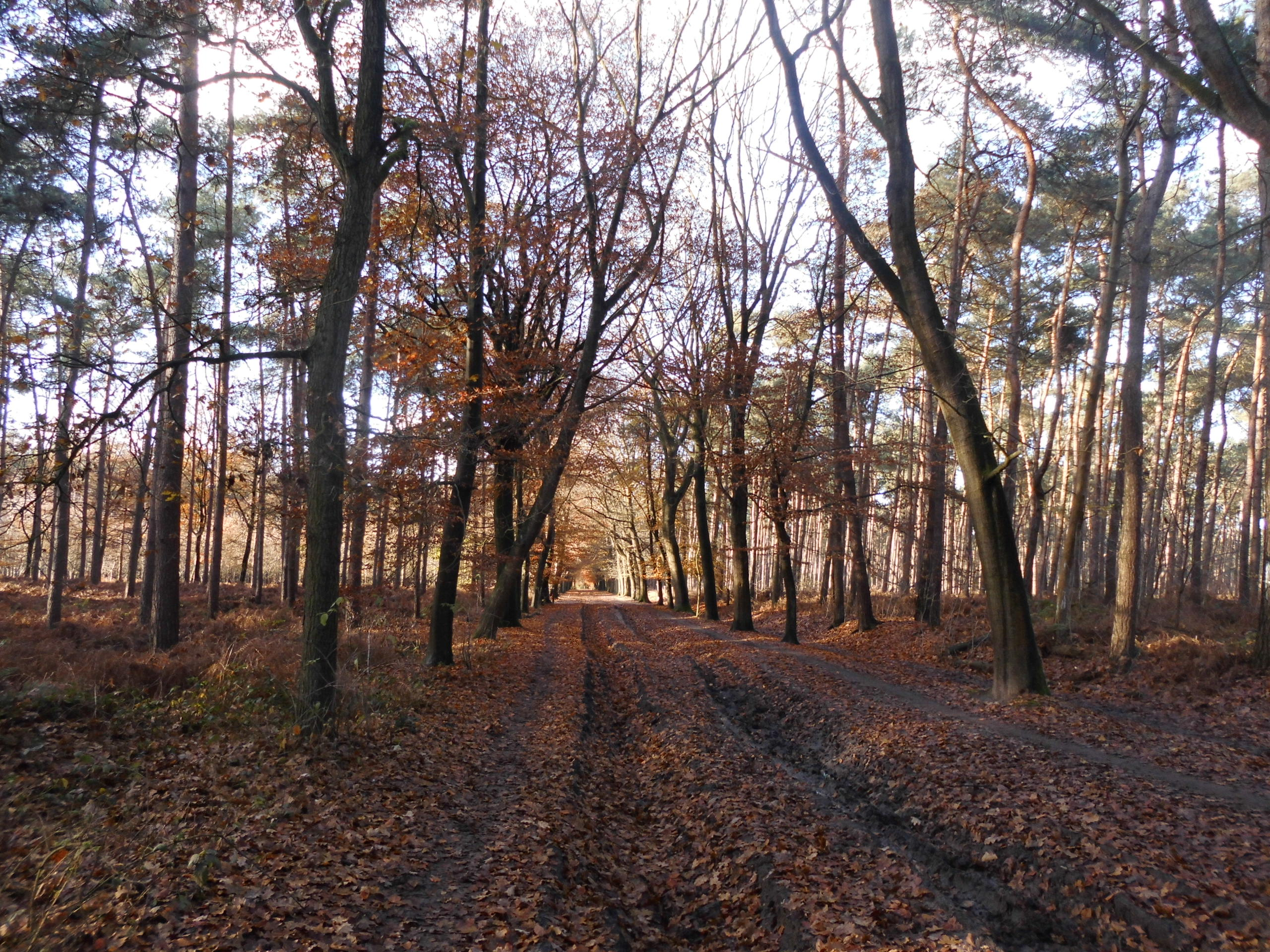
Lembeekse bossen.

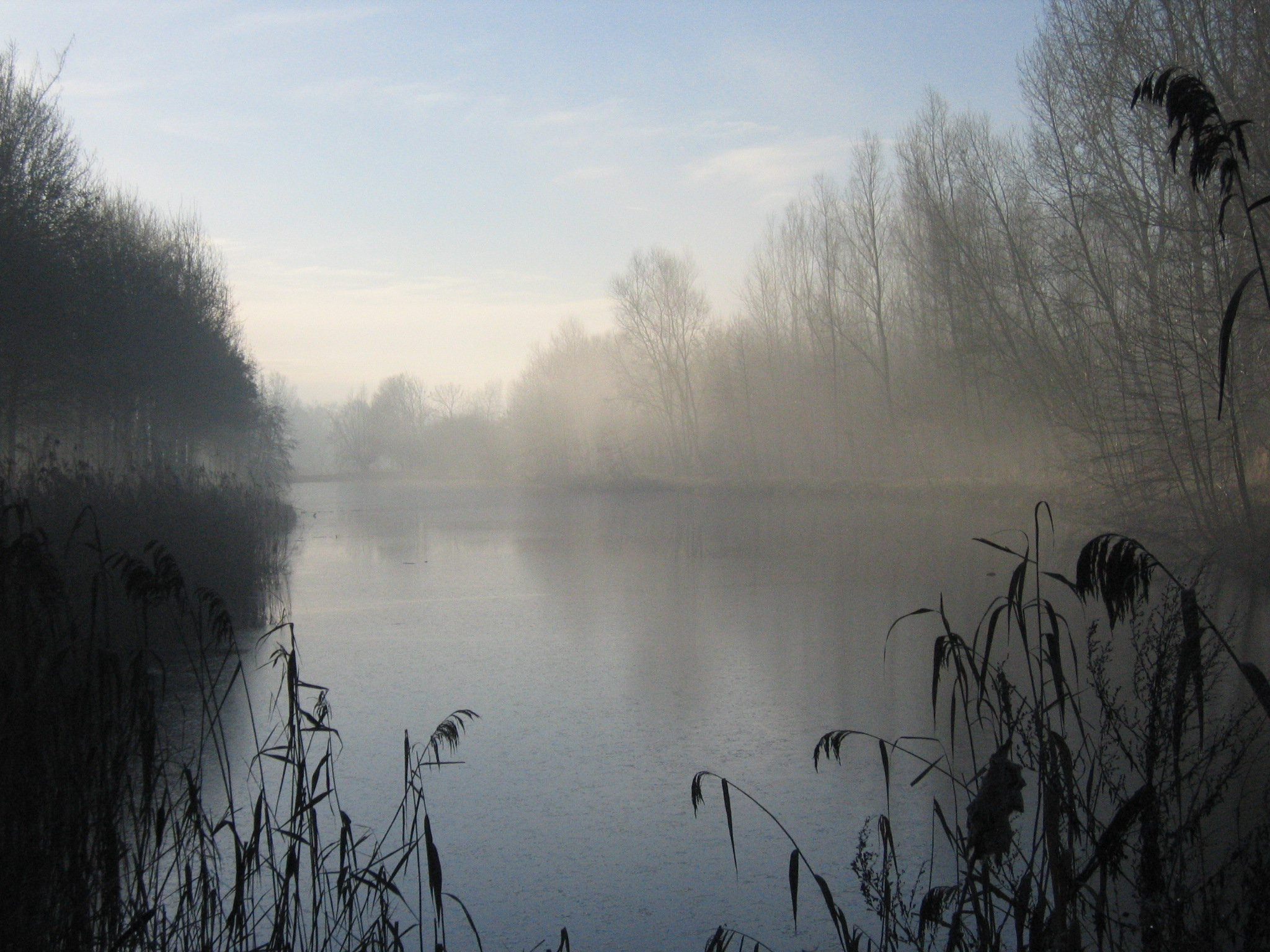
Kaaimeersen.

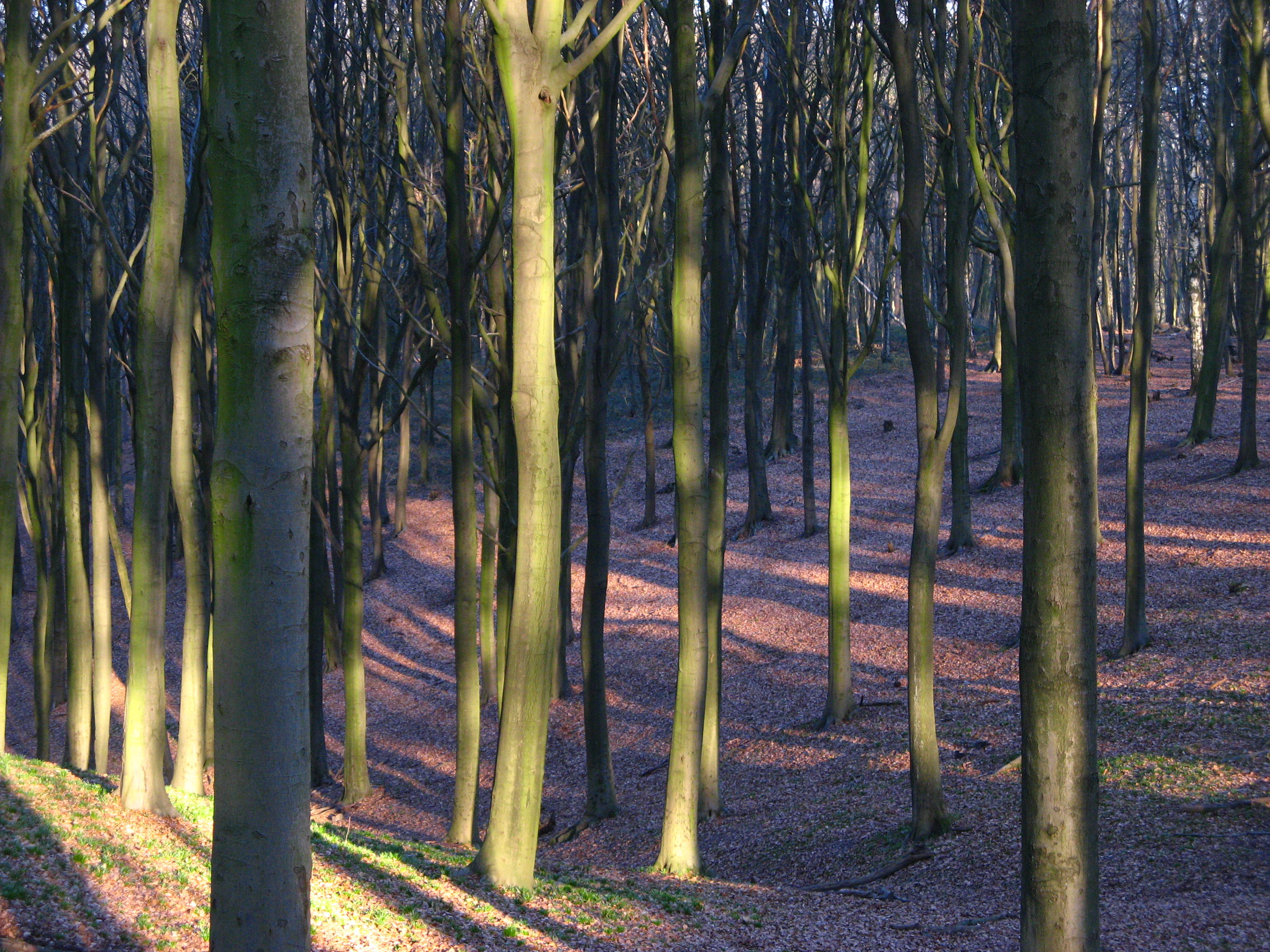
Kluisbos.

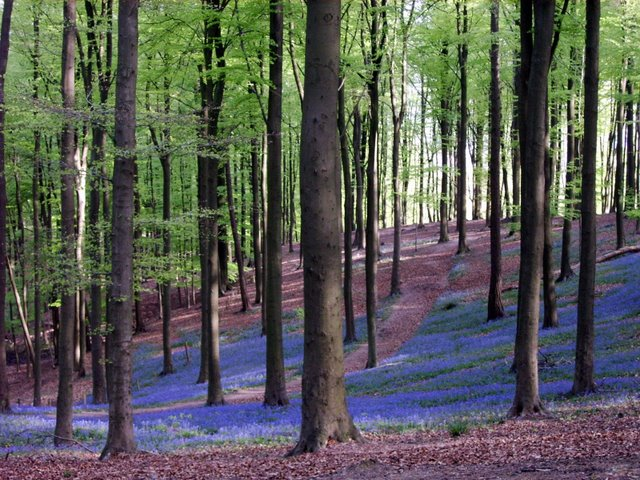
Muziekbos.

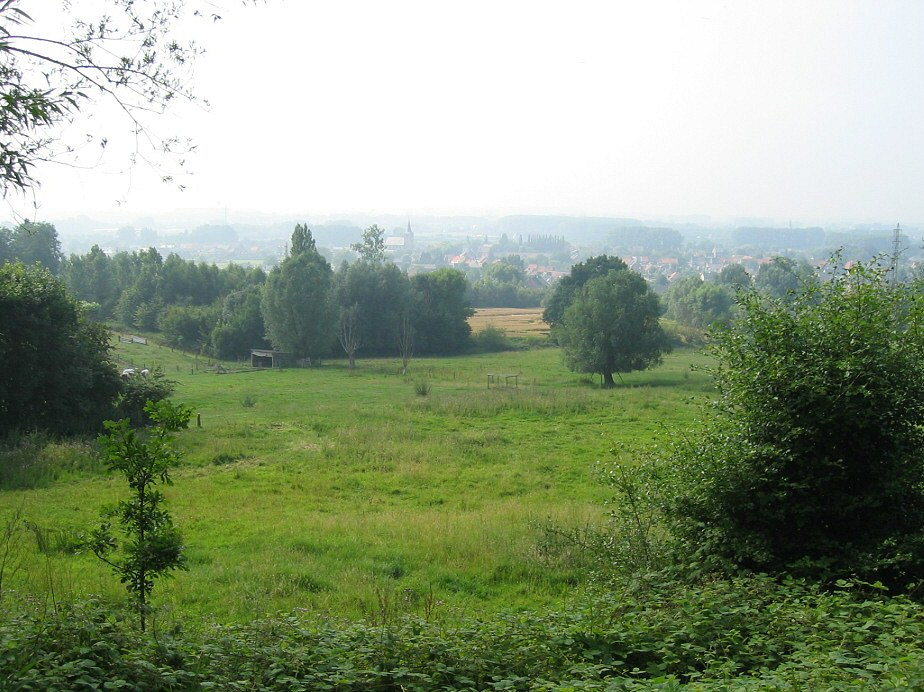
Bos t'Ename.

- Het Beiaardbos, Fonteinbos en Ingelbos
- Beneden-Dender, Aalst, Lebbeke, Dendermonde
- Bellebargiebos, Waarschoot en Kaprijke
- Berlarebroek (129 ha)[2]
- Bertelbos
- Betsbergebos
- Wachtspaarbekken Bettelhovebeek
- Beverbeekvallei
- Den Blakken, Wetteren
- Blarewater, Zwalm
- Boelarebos, Geraardsbergen
- Boelaremeersen, Geraardsbergen
- Bos Nieuwenhove, Geraardsbergen
- Bos Ter Eecken, Ronse
- Bois Joly, Ronse
- Bourgoyen-Ossemeersen, Gent (220 ha)
- Brakelbos (52 ha)
- Broedvlakte Zwijndrecht (100 ha) en Groot Rietveld (80 ha)[3]
- Buggenhout-bos (210 ha)
- Burreken (35 ha)
- Cotthembos
- Daknamse Meersen[4]
- Damvallei (72 ha)
- Dendervallei Ninove
- De Nuchten
- Den Dotter
- De Vaanders
- Doormansbos
- Drongengoed (335 ha)
- Drooghout met Kerkesbeek-Molenbeekvallei
- Duivenbos
- Bos t' Ename (108 ha)
- Everbeekse bossen
- Ettingebos
- Feelbos
- Fort van Haasdonk
- Fort van Steendorp (22 ha)
- Ganzeveld (33 ha)
- De Gavers (Kemzeke)
- Gaverbeekse Meersen
- Geelstervallei
- Gemene Meers
- Gentbos
- Gootbos
- Grootmeers
- De Grote Geule (22 ha)
- Grote Saleghemgeul
- Haasop (100 ha)[5]
- Hasseltbos
- Heidebos (237 ha)
- Heidemeersen (Berlare-Wichelen)
- Heynsdalebos
- Heurnemeersen
- Hoekske Ter Hulst
- Honegem
- Hooggoed (121 ha)
- De Hotond-Scherpenberg
- Kaaimeersen
- Kalkense Meersen (110 ha)
- Kalkovenbos
- Kalverbos
- Karnemelkputten
- Kattenbos-Zegbroek
- Keigatbos
- Keuzemeersen
- Kiekenbossen[6]
- Kieldrechtse Watergang
- Kluisbos (300 ha)
- Kloosterbos (Wachtebeke)
- Kloosterbos (Zottegem)
- Kluizenbos, Aalst
- Koppenbergbos[7]
- Kordaalbos
- Kortelake
- Kraenepoel
- Kravaalbos
- Kriekerijen[8]
- Kuitholbos
- Lange Vaag
- Langemeersen
- Het Leen, Eeklo (225 ha)
- Lembeekse bossen
- Leeuwenhof
- Lippenbroek
- Lisdodde[9]
- Lozerbos
- Meetjeslandse Kreken (116 ha)
- Maarkebeekvallei
- Makegemse bossen
- Maldegemveld
- Merelbeekse Scheldemeersen
- Middenloop Zwalm
- Moenebroek
- Moervaartmeersen-Astgemete[10]
- Molsbroek, Lokeren
- Munkbosbeekvallei
- Muziekbos
- Neigembos
- Ooidonkbos
- Osbroek
- De oude spoorwegberm (6,5 ha)
- Schorren van Oude Doel[11]
- Paardenschor en Doelpolder Noord
- Paddenbroek
- Het Panneweel
- Park Opgevuld Kanaal Zelzate
- Parkbos (Gent)
- Parkbos-Uilenbroek
- Perlinkvallei
- Polders van Kruibeke (600 ha)
- Pyreneeën-Tombele
- Putten Weiden en Putten West[12]
- Het Raspaillebos (180 ha)
- Het Ravottersbos, Zottegem (1,77 ha)
- Reepkens[13]
- Reigersbosje
- De Reytmeersen (47 ha)
- Rietbeemd
- Rietsnijderij[14]
- De Roggeman[15]
- Rooigemsebeekvallei
- De Roomakker
- Het Saleghem Krekengebied
- Scheldevallei Moerzeke-Kastel[16]
- Schauselbroek[17]
- Sint-Jakobsgat
- Het Speelhof
- Serskampse bossen
- Sint-Pietersbos
- Spiegeldriesbos (Munkbos)
- Spijkerbos
- Spitaalsbossen
- Stadsbos Deinze
- Steenbergse bossen
- Het Steengelaag
- Stropersbos
- Bos Ter Rijst
- Tielrodebroek[18]
- Torrebos[19]
- Turfmeersen[20]
- Vinderhoutse Bossen
- Vogelzangbos
- Volkegembos
- De Warandeduinen – Den Blakken
- Weiput
- De Wellemeersen[21]
- Vallei van de Zeverenbeek
- Zevergemse Scheldemeersen

### Vlaams-Brabant
- Aardgat (7 ha)
- Achter Schoonhoven (96 ha)
- Antitankgracht
- Aronst Hoek (152 ha)
- Balenberg
- De Beemden (7 ha)
- Begijnenbeekvallei (43 ha)
- Begijnenbos
- Beninksberg
- Bertembos (210 ha)
- Beverbos
- Birrebeekvallei (+50 ha)
- Bolloheide
- Boortmeerbeeks Broek (17 ha)
- Bos Ter Rijst (28 ha)

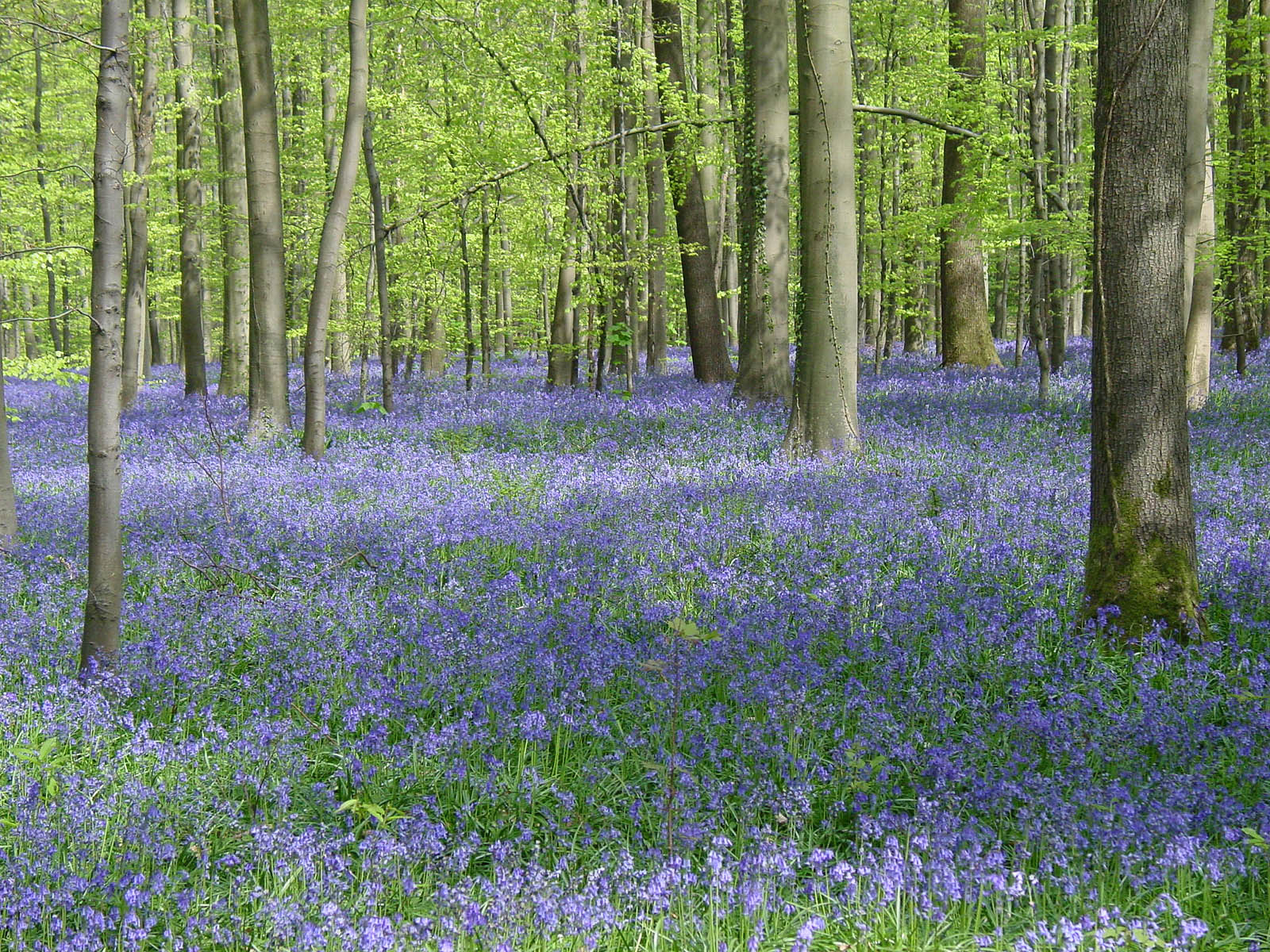
Hallerbos in de lente

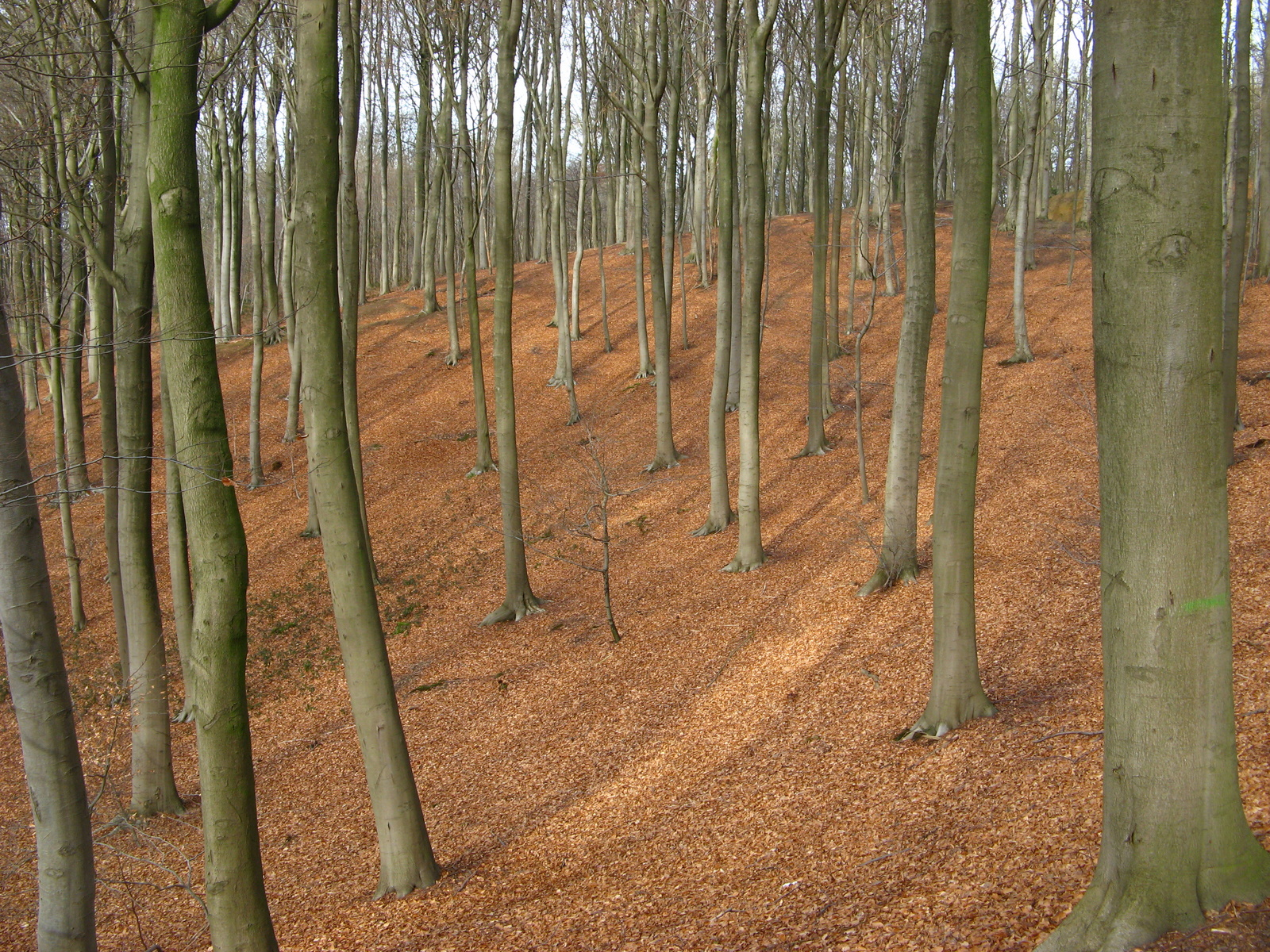
Neigembos

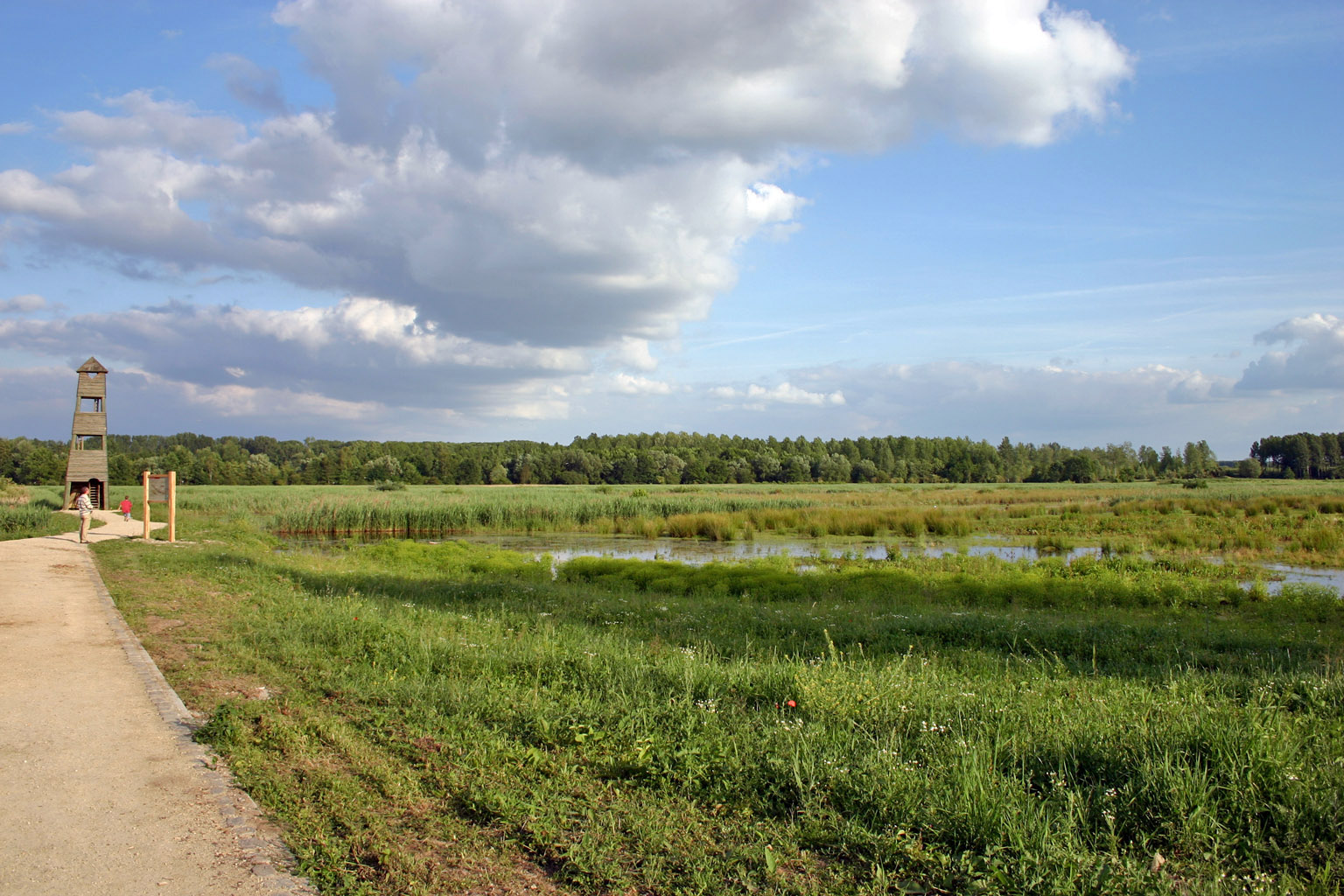
Het Vinne

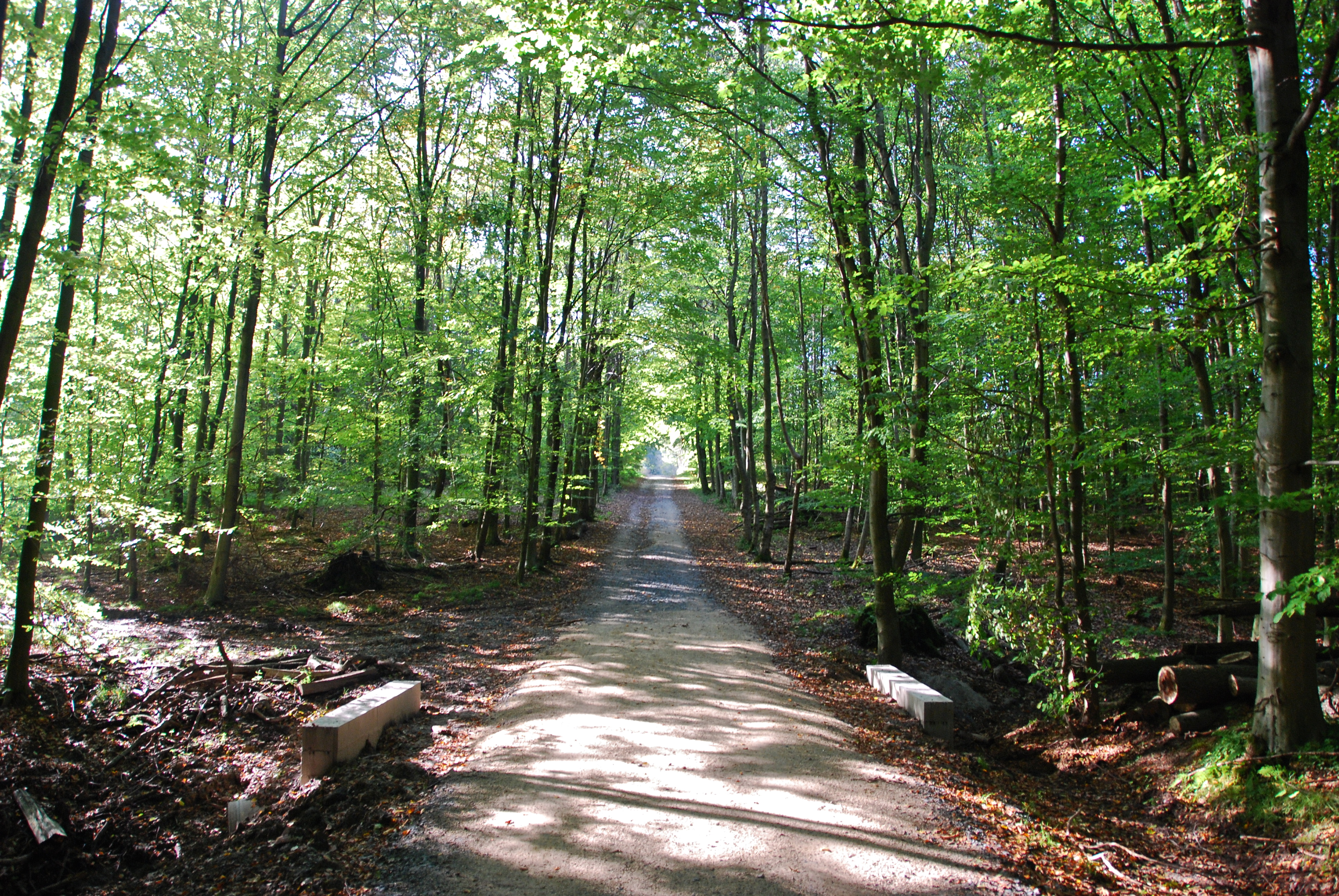
Pad in het Zoniënwoud

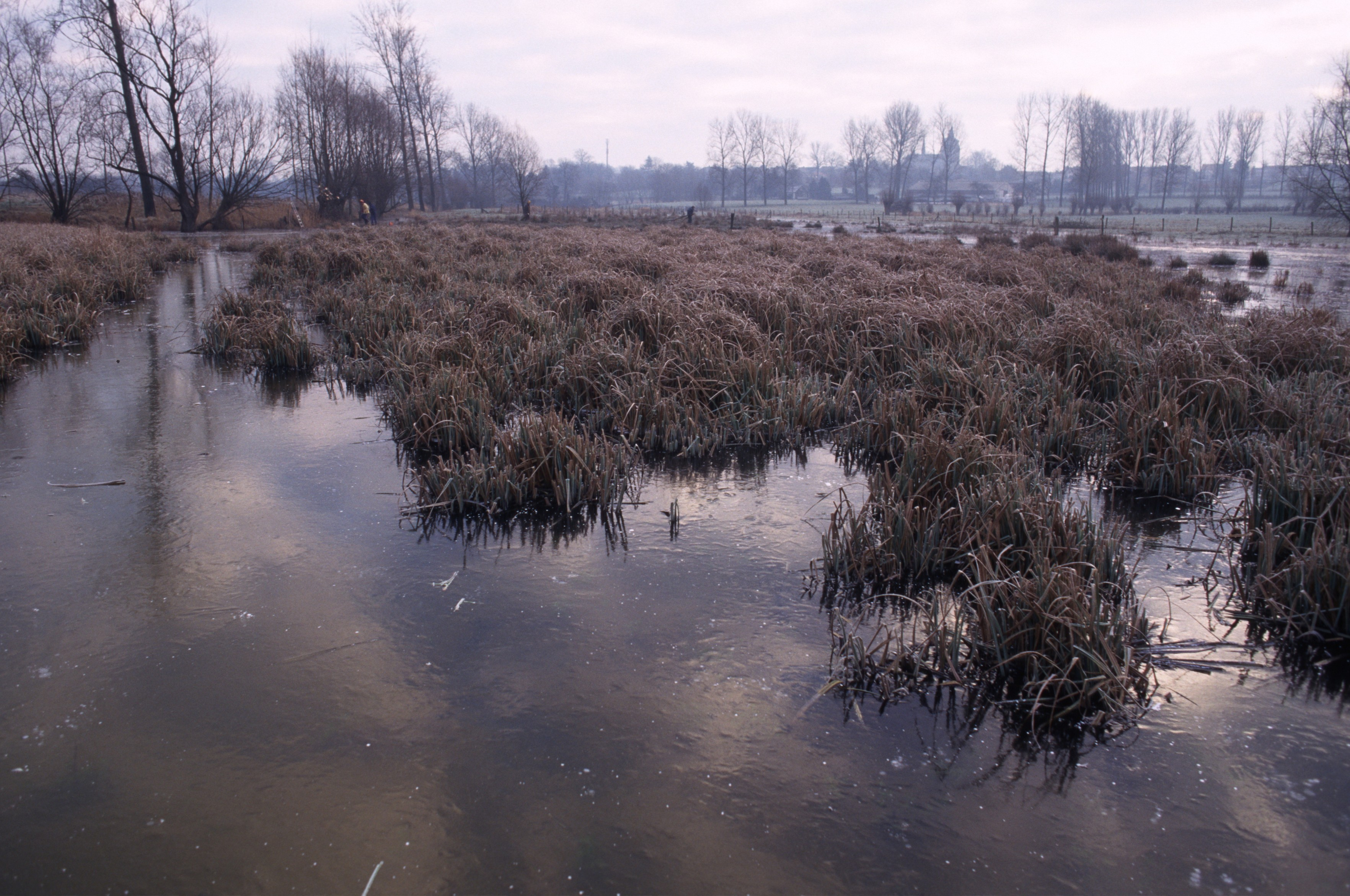
Zuunvallei in de winter

- Bos van Aa - Kollintenbos (113 ha)
- Broekelei
- Catselt
- Chartreuzenbos (70 ha)
- Dalemhof (3 ha)
- De Bron
- Dassenaarde
- Demerbroeken (200 ha)
- Demercoupures
- Dijlemeander
- Doode Bemde (248 ha)(Neerijse)
- Doysbroek
- Eikelberg (16 ha)
- Floordambos
- Gaasbeek
- Gasthuisbos
- Geboortebos
- Groenenberg (45 ha)
- Grootbos
- Grootbroek
- Groot Gasthuisbos
- Grote Getevallei
- Haachts Broek
- Hagelandse Vallei
- Hallerbos (455 ha)
- Halve Maan - Diestse Wallen
- Hanenbos (69 ha)
- Heibos
- Hellebos
- Hellebos-Rotbos
- Hertegembos
- Heverleebos (534 ha)
- Meerdaalwoud, Heverleebos en Egenhovenbos
- Hofstade
- Houtembos
- IJsebroeken
- Kastanjebos
- Kesselberg
- Kluysbos (15 ha)
- Koebos (27 ha)
- Koeheide (13 ha)
- Kollintenbos (42)
- Kravaalbos (80 ha)
- Kruisheide (5 ha)
- Kwadebeekvallei (8 ha)
- Laakdal
- Laarbeekvallei
- Langdonken (147 ha)
- Liedekerkebos (120 ha)
- Lindenbos (35 ha)
- Lintbos (70 ha)
- Margijsbos
- Markvallei
- Marselaer (40,6817 ha)
- Meerdaalwoud (1094 ha)
- Meetshoven (57 ha)
- Meldertbos (24 ha)
- Mene- en Jordaanvallei (89 ha)
- Molenbeekvallei
- Molenbos
- Molenheide (15 ha)
- Molenveld
- Neigembos
- Oude spoorwegberm tussen Hoegaarden en Tienen
- Oude trambedding (Tervuren)
- Papenbroek (95 ha)
- Papendel (10 ha)
- Pikhakendonk (9 ha)
- Pommelsven (5 ha)
- Provinciedomein (Kessel-Lo)
- Rodebos en Laanvallei (171 ha)
- Rommelaar (10 ha)
- Rosdel
- Rotte Gaten
- Rozendaalbeek (23 ha)
- Schaveys
- Schelfheide of Rummenbos
- Schoorbroekbeek
- Schotsebos
- Silsombos
- Snoekengracht (33 ha)
- Speelhoven (21 ha)
- De Spicht
- Spoorwegberm Tienen-Hoegaarden
- Tangebeekbos
- Tangebeekvallei
- Ter Heide
- Tiens Broek (8,1 ha)
- Torfbroek (31 ha)
- Troostembergbos (54 ha)
- Tusse twee Motten
- Twaalf Apostelenbos
- De Valier
- Vallei van de Drie Beken (351 ha)
- Vallei van de Mark en de Schiebeek
- Vallei van de Tieltse Motte
- Paddepoel-Velpevallei (60 ha)
- Velpe- en Malendries(beek)vallei
- Verdronken Torenbos
- Vijvers van Bellefroid (21 ha)
- Vijvers van Florival
- Vijvers van Oud-Heverlee
- Het Vinne (130 ha)
- Vorsdonkbos-Turfputten (63 ha)
- Vriezenbroek
- Walenbos (500 ha)
- Walsbergen
- Webbekoms Broek (240 ha)
- Weerdse vijver
- De Weikes (11 ha)
- Weterbeek (4,55 ha)
- Wijgmaalbroek (50 ha)
- Wijngaardberg (26 ha)
- Wingevallei
- Wolfsputten (90 ha)
- Wolvertemse Beemden
- Zegbroek
- Zevenborre
- Zobbroekvallei (3 ha)
- Zoniënwoud (4400 ha)
- Zuunvallei (17,5 ha)

### West-Vlaanderen
- Achterhaven Zeebrugge-Heist
- Assebroekse Meersen (420 ha)
- Baai van Heist (50 ha)
- Beisbroek
- De Blankaart (300 ha)
- Blauwhuisbossen
- De Bonte Os (Deerlijk, 2,6 ha)
- Bourgognepolder (5 ha)
- Cabourduinen (89 ha)
- Doeveren (44,34 ha)
- De Doornpanne
- Doornpanne en Schipgatduinen
- Duinbossen van De Haan

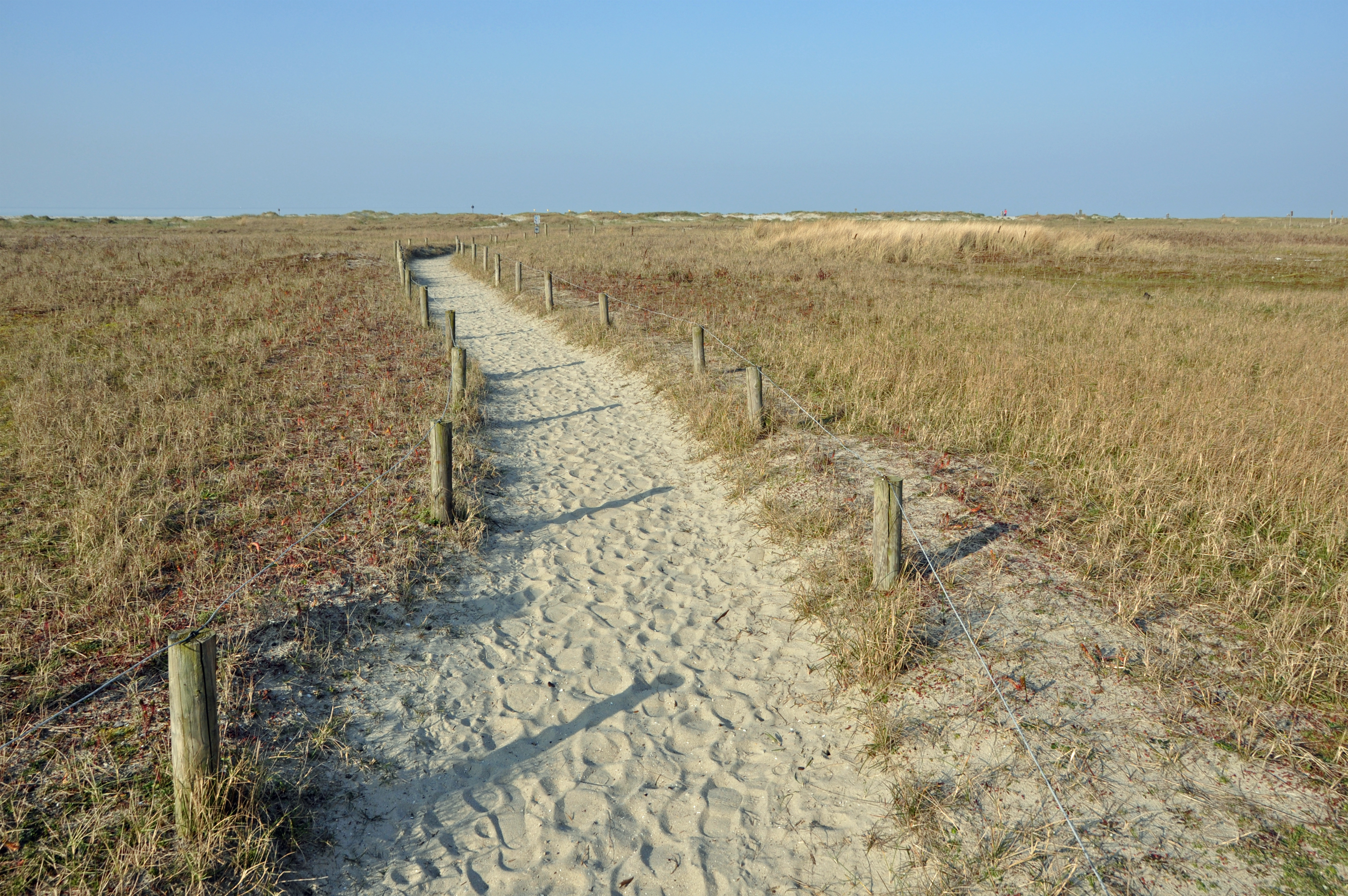
Baai van Heist

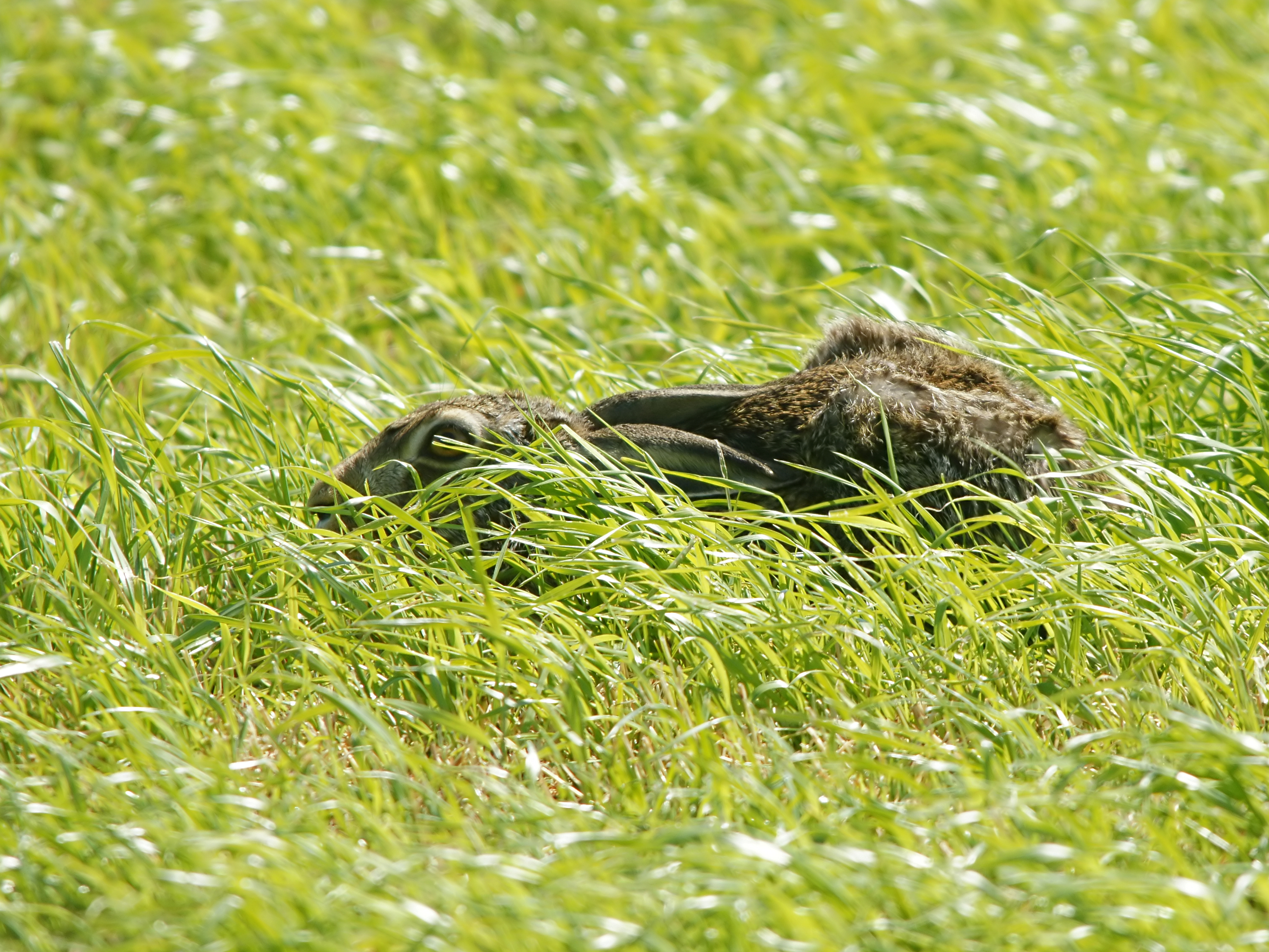
Haas in de Uitkerkse polder

- Duinen van Ter Yde, Hannecartbos en Oostvoorduinen
- Duingebied Mariakerke
- Duinengebied ten westen van Nieuwpoort-Bad
- De Fonteintjes (20 ha)
- D'Heye
- Eversambos
- Fort Sint-Donaas
- Galatosbossen
- Galgebossen
- Gasthuisbossen
- De Gaverbeekse meersen (6,5ha)
- De Gavers
- Gemene Weidebeek
- Groenendijk (4,6941 ha)
- Groenhove
- De Gulke Putten (ca. 100 ha)
- Hagebos
- Hellegatbos
- Helleketelbos
- Hoge Blekker
- Hoge Dijken
- Huwynsbossen
- Houtsaegerduinen en het Kerkepannebos
- De Hoge Dijken (Oudenburg, 52 ha)
- IJzerbroeken
- De IJzermonding (130 ha)
- IJzervallei
- Kampveld
- Kijkuit (8 ha)
- Keignaert (18 ha)
- De Kleiputten
- Kleiputten van Heist
- Kleiputten van Wenduine
- Kleiputten (Roeselare)
- Koekelarebos, Praatbos en kasteeldomein Ter Heyde
- Komgronden van Lampernisse
- Koningsbos
- Krakeelduinen
- Krekemeersen
- Kwetshage
- Libel (De Libel) Marke
- Lippensgoed-Bulskampveld (provinciaal domein en domeinbos)
- Maskobossen (11 ha)
- Meetkerkse Moeren
- Merkenveld
- Munkebossen
- Noordduinen
- Oosthoekduinen
- Oudemaarspolder
- Oostends Krekengebied
- Oostvoorduinen (65 ha)
- Oude spoorwegberm te Zulte en Waregem (6,5 ha)
- Oude spoorweg-vaarttalluds Zwevegem
- Paddegat (1 ha)
- Palingbeek
- Papesputten
- Paelsteenpanne (13 ha)
- Park 58 (7 ha)
- Parochieveldbos en Bruwaanbos
- Pilse (0,571 ha)
- Plaisiersbos (28 ha)
- Polygoonbos
- Poldergraslanden tussen Klemskerke en Vlissegem
- 't Pompje
- Puidebroeken (14,5 ha)
- Put van Vlissegem
- Raversijde (50 ha)
- Reigerie
- Rodeberg
- Rode dopheidereservaat (2,4 ha)
- Romboutswerve
- Ryckevelde
- Schobbejakshoogte (6 ha)
- Schuddebeurze (25,5 ha)
- Sashul
- Schobbejak (natuurgebied)
- Schorreweide
- Schuddebeurze
- Sint-Donaaspolder (2,3 ha)
- Snipgate
- Spoorlijn 62
- Stadswallen van Damme (46,3 ha)
- Stationsput (Eernegem)
- Sterneneiland (11 ha)
- Steverlynck Noord
- Weidevogelreservaat Ter Doest (18 ha)
- Tillegembos
- Uitkerkse Polder (Blankenberge)
- Vagevuurbossen (220 ha)
- Vallei van de Zuidleie (Oostkamp-Beernem, 55 ha)
- Verbrand Fort
- Viconia Kleiputten (Stuivekenskerke)
- Vloethemveld (Zedelgem en Jabbeke, 329 ha)
- Vijfwegenpoel (Langemark - Staden, 1 ha)
- De Vorte Bossen (50 ha)
- Vrijbos
- De Warandeduinen (75 ha)
- Warandeputten
- Weiden Noordede
- De Westhoek (366 ha)
- Wijmelbroek (Deerlijk, 3,7 ha)
- Wijnendalebos (200 ha)
- Wilgenhoek (Deerlijk, 0,5 ha)
- Wulgenbroeken
- Zandpanne (10 ha)
- Zeeparkduinen (10 ha)
- Zevenkerken (4 ha)
- Zwaanhoek (96 ha)
- Zwinduinen en -polders (222 ha)
- Het Zwin (155 ha)

## Lijst van natuurgebieden in Wallonië

### Henegouwen
- Basse Nimelette (3,50 ha)
- Biernimont
- Champs de Neutremont
- Espace Tilou (2,5 ha)
- Estinnes (7,3418 ha)
- Etang de Launoy
- Fosse aux Sables
- Fourchinée (13 ha)
- Grande Honnelle (15 ha)
- Haute-Sambre
- Landelies (19,5095 ha)
- Les Burettes (7,0790 ha)
- Marais d'Harchies (550 ha)
- Marais de Montreuil (5 ha)
- Marionville (70 ha)
- Préelles (20 ha)
- Prés de Grand Rieu (65 ha)
- Prés de Virelles (141,8595 ha)
- Prés du Village (2,3114 ha)
- RF Bernissart
- RF Harchies
- Ronveaux (1 ha)
- Sébastopol (46 ha)
- Terril de Marcasse
- Terril Frederic
- Tournibois
- Thieu (23,2434 ha)
- Viesville (46 ha)
- Virelles (141,8595 ha)
- Wiers (1,9540 ha)

### Luik
- Aux Roches
- Bois d'Enis
- Braunlauf
- Brouhire d'Emael
- Carrière d'Evieux
- Coteau du Tunnel
- Derrière Lavaux
- Derrière les Massottes
- Emmels
- Ennal
- Ensebach-Our
- Großweberbach
- Heyoule
- Holzwarche
- Ile aux Corsaires
- Kolvenderbach
- La Gotale
- Les Truchettes
- Marais de Bannes
- Martine Clesse
- Medemderbach
- Mittlere Our
- Modave
- Montagne Saint-Pierre
- Obere Amel
- Picherottes
- Rechterbach
- RF Fontaine d'Ahin
- RF Wasseiges
- Ri d'Oneux
- Rognac
- Ru des Fagnes
- Schartenknopf
- Tannebach
- Terril du Gosson
- Thier à la Tombe
- Thier du Gibet
- Thommen
- Tiefenbach
- Triffoy
- Ulf
- Untere Our
- Vallée de la Gueule
- Vallée de la Gulp
- Vallée de la Warche
- Warchenne
- Werelsbach

### Luxemburg
- Abattis
- woud van Anlier
- Basse Wimbe
- Beaulieu
- Beauregard
- Behotte
- Bois de Revogne
- Bourcy
- Braunlauf
- Breuvanne
- Chantemelle
- Chenogne
- Chi Fontaine
- Coin de Suzin
- Commanster
- Comogne
- Compogne
- Cornelysmillen
- Cowan
- Cussignière
- Deux-Ourthes
- Ennal
- Enneilles
- Etang Macar
- Fontaine des Malades
- Fouches
- Glain
- Graide
- Grand Fond
- Grendel
- Heinsch
- Herbet
- Houdoimont
- La Gotale
- La Goutelle
- Landbruch
- Lavaselle
- Les Briqueteries de Rome
- Les Bulles
- Les Laids Prés
- Les Spinets
- Les Truchettes
- Longlier
- Longvilly
- Mandebras
- Marais de la Vire
- Marbay
- Méandre de l'Ourthe
- Mellier
- Modave
- Moinet
- Molinfaing
- Mont des Pins
- Ochamps
- Ourthe Orientale
- Petit Vivier
- Picherottes
- Plate Dessous les Monts
- Pré Morat
- Pré Taman
- Prés de la Geaide
- Prés de la Wamme
- Prés de Latour
- Prés des Hasses
- Rechterbach
- RF Moulin de la Fosse-Freyneux
- RF Prouvy
- RF RW
- RF Vallée de la Lue (RF RW)
- Ri de Nève
- Ri d'Oneux
- Roda
- Ruisseau de Biran
- Ruisseau des Ecrevisses
- Ry d'Howisse
- Sampont
- Sol Fagne
- Tavigny
- Thommen
- Ulf
- Vallée de la Bellemeuse et du Mincée
- Vallée de la Rulles
- Vallée de la Sûre
- Vallée de la Vierre
- Vallée de la Wimbe
- Vallée des Hayons
- Vallée du Martin Moulin
- Vallée du ruisseau des Aleines
- Vance
- Vellereux
- Verger d'Ambly
- Vieille Rochette
- Vonêche
- Woltz

### Namen
- Al Florée
- Basse Wimbe
- Behotte
- Boiron
- Bois de Revogne
- Bois du Fil Maillet
- Chairière
- Coin de Suzin
- Comogne
- Coteaux de Wespin
- Coupu Tienne
- Dailly
- Devant-Bouvignes
- Dry les Wennes
- Graide
- Grand Quarti
- Haie Gabaux
- L'Escaille
- La Goutelle
- Mariembourg
- Matagne
- Merlemont
- Plate Pierre
- Pré Taman
- RF Sart en Fagne
- Roche Madoux
- Roda
- Roly
- Romedenne
- Romerée
- Ruisseau de Biran
- Ruisseau de Nablais
- Ry d'Howisse
- Ry de Bîve
- Sclaigneaux
- Tibautienne
- Tournailles
- Vallée de l'Eau Blanche
- Vallée de l'Eau d'Yves
- Vallée de l'Hermeton
- Vallée de la Houille
- Vallée de la Hulle
- Vallée de la Wimbe
- Vis Prés
- Vivi des Bois
- Vodelée
- Vonêche
- Waulsort

### Waals-Brabant
- Caves Paheau (1,1984 ha)
- Housta (2,2662 ha)
- L'Escaille
- La Marache (0,5041 ha)
- Nysdam (45 ha)
- Prairie du Carpu (0,9211 ha)
- RF Wasseiges
- Saint-Remy-Geest (0,8040 ha)

## Natuurparken
Wallonië telt elf natuurparken (parcs naturels), die echter eerder te vergelijken zijn met een Nederlands Nationaal Landschap of een Vlaams Regionaal Landschap.
- Natuurpark Burdinale-Mehaigne
- Natuurpark Hoge Venen-Eifel
- Natuurpark Pays des Collines
- Natuurpark Scheldevlakten
- Natuurpark Hauts-Pays
- Natuurpark Viroin-Hermeton
- Natuurpark van de twee Ourthes
- Natuurpark Boven-Sûre Woud van Anlier
- Natuurpark Vallei van de Attert
- Natuurpark van de Bronnen
- Natuurpark Gaume

### Vlaanderen
- Overzicht natuurgebieden in Vlaanderen op de website van de vereniging Natuurpunt
- Overzicht natuurgebieden in Limburg op de website van natuurvereniging Limburgs Landschap vzw
- Lijst projecten van de Vlaamse Landmaatschappij (VLM), zie vooral de natuurinrichtingsprojecten
- Lijst natuur- en bosgebieden van het Vlaams Instituut voor Natuur- en Bosonderzoek
- Het Agentschap voor Natuur en Bos

### Wallonië
- Overzicht natuurgebieden in Wallonië, Natagora.